# 39860 Aiguoxiang
39860 Aiguoxiang este o planetă minoră (asteroid) din centura de asteroizi. A fost descoperită pe 17 februarie 1998 la Xinglong Station⁠(d) de Beijing Schmidt CCD Asteroid Program⁠(d). 
Obiectul prezintă o orbită caracterizată de o semiaxă mare de 2,3192217 UAi, o excentricitate de 0,09, o înclinație de 6,0402 ° în raport cu ecliptica.